# Niedźwiedź Janusz i inne zwierzęta
Niedźwiedź Janusz i inne zwierzęta to trzeci studyjny album zespołu Zacier, wydany 16 września 2010 roku nakładem S.P. Records. Płyta nagrana została w Studio Bezdechy, w kwietniu i maju 2010 roku. Wydawnictwo zawiera 17 utworów utrzymanych w konwencji balladowej. Album promowany jest teledyskiem do utworu Niedźwiedź Janusz. Premiera płyty odbyła się 16 września 2010 r. w sklepie S.P. Records na ulicy Marszałkowskiej 8 w Warszawie – poza podpisywaniem płyty zespół zagrał kilka utworów z tego i poprzednich albumów.

## Lista utworów
| #   | Tytuł                                                      | Czas  |
| --- | ---------------------------------------------------------- | ----- |
| 1.  | Konik                                                      | 2:44  |
| 2.  | Motórhed                                                   | 3:10  |
| 3.  | Pieśń o dupie                                              | 4:25  |
| 4.  | Aria Dupy                                                  | 3:17  |
| 5.  | Niedźwiedź Janusz                                          | 4:21  |
| 6.  | Pryszcz na nosie                                           | 1:00  |
| 7.  | Przypowieść o głupcu i muzyce                              | 7:50  |
| 8.  | Odmówili mi skrobanki                                      | 3:18  |
| 9.  | Ballada o małej pluszowej żyrafce                          | 6:12  |
| 10. | Nie wszystko przepiłem                                     | 4:04  |
| 11. | Piasecki wszystko wyciągnie (Nie chowajcie mnie na Wawelu) | 2:18  |
| 12. | Mietek chono tutej                                         | 6:44  |
| 13. | Halina, Zygfryd, Harry i dziewczyna bez szpary             | 4:02  |
| 14. | Kto mi dziecko zrobił?                                     | 3:57  |
| 15. | 30 rat bez oprocentowania                                  | 2:06  |
| 16. | Jadźka i Wawrzon                                           | 6:18  |
| 17. | Zakaz kontroli                                             | 11:00 |

### Twórcy
- Mirosław Jędras (Zacier) – słowa i muzyka, śpiew, chórki, syntezatory, fisharmonia (6), gitara (solo 7, 14), aranżacja, realizacja nagrań
- Michał Jędras (DJ Mrufka) – perkusja (2, 5, 12), gitara (1, 3, 8, 10, 11, 13, 14)
- Krzysztof Radzimski (Dr Yry) – gitara basowa, (2, 5, 12), chórki (5)
- Krzysztof Zieliński – gitara (2, 5, 12), chórki (2, 5)

- mastering – Slavo Janowski
- zdjęcia – Sławek Pietrzak i archiwum Zaciera
- okładka – Maja Wolna, Arek Sz.